# Рудов, Георгий Алексеевич
Гео́ргий Алексе́евич Ру́дов (1 мая 1939 — 14 ноября 2021) — российский дипломат. Чрезвычайный и полномочный посол (1994). Член Союза журналистов.

## Биография
Окончил Казахский технологический институт (1961), Академию общественных наук при ЦК КПСС (1974) и Дипломатическую академию МИД СССР (1980).
На дипломатической работе с 1980 года. Занимал различные должности в центральном аппарате МИД СССР и РФ и за рубежом.
- В 1980—1986 годах — генеральный консул СССР в Кракове (Польская Народная Республика).
- С 9 октября 1990 по 6 апреля 1993 года — чрезвычайный и полномочный посол СССР, затем Российской Федерации в Лаосской Народной Демократической Республике[1][2].
- С 14 января 1997 по 14 августа 2002 года — чрезвычайный и полномочный посол Российской Федерации в Киргизской Республике[3][4].

В последнее время — советник Центра СНГ Института актуальных международных проблем Дипломатической академии МИД РФ.
Скончался 14 ноября 2021 года. Похоронен на Федеральном военном мемориале Министерства обороны Российской Федерации.

## Научная деятельность
Доктор политических наук, кандидат философских наук, профессор, академик АПСН (г. Москва).
Автор монографий и статей по российско-киргизским отношениям и актуальным вопросам современных международных отношений в Центральноазиатском регионе.

## Семья
Был женат, имел двух детей.

## Дипломатический ранг
- Чрезвычайный и полномочный посланник 1 класса (9 октября 1990)[7]
- Чрезвычайный и полномочный посол (4 октября 1994)[8]

## Награды и почётные звания
- Орден Трудового Красного Знамени
- Два ордена «Знак Почёта»
- Медаль «За отличие в охране государственной границы СССР»
- Медаль «Ветеран труда»
- Медаль «За освоение целинных земель»
- Медаль «В память 850-летия Москвы»
- Орден «Данакер» (26 августа 2000 года, Кыргызстан) — за значительный вклад в укрепление дружбы и сотрудничества между Кыргызской Республикой и Российской Федерацией[9]
- Медаль «Данк» (15 октября 1998 года, Кыргызстан) — за большой вклад в укрепление дружбы и сотрудничества между Кыргызской Республикой и Российской Федерацией[10]
- Почётный доктор Дипакадемии и Киргизско-Российского Славянского Университета
- Почётный профессор Международного Университета Кыргызстана и Южно-Казахстанского Университета
- Почётный гражданин г. Бишкека[11]
- Почётный работник Министерства иностранных дел Российской Федерации